# LK-60Ja-Klasse
Die LK-60Ja-Klasse (russisch ЛК-60Я, in der Entwicklung als Projekt 22220, russisch Проект 22220, bezeichnet) ist eine russische Atomeisbrecherklasse, die für Arbeiten in Polarregionen konstruiert wurde und in der Sankt Petersburger Werft Baltisches Werk für Rosatom gebaut wird. Die Schiffe dieser Klasse sind die größten Atomeisbrecher der Welt. Das erste Schiff der Klasse wurde im Herbst 2020 in Dienst gestellt.

## Geschichte
Um in der arktischen Polarregion Schiffsverkehr zu ermöglichen, verfügt Russland über eine Flotte an leistungsstarken Eisbrechern, die entweder nuklear- oder dieselgetrieben sind. Die Schiffe sollen traditionell im westlichen aber zunehmend auch im östlichen Teil der Nordostpassage den Schiffsverkehr angesichts der dort vorhandenen Öl- und Gasvorkommen unterstützen. Die leistungsstärksten Eisbrecher waren bisher die sechs Schiffe der Arktika-Klasse, die ab den 1970er Jahren gebaut wurden. Die Nachfolge ist die LK-60Ja-Klasse, deren Konstruktion unter der Projektbezeichnung 22220 in den 1990er Jahren begann. Der Auftrag zum Bau der ersten drei Schiffe ging 2012 an die Werft Baltisches Werk in Sankt Petersburg. Die Maschinenleistung der neuen Generation wurde auf 60 MW gesteigert, die Vorgängerklasse verfügt über 49 MW. Das erste Schiff der neuen Baureihe hat den Namen Arktika, es wurde 2020 in Dienst gestellt.
Das technische Nachfolgeprojekt unter der Bezeichnung „10510“ wurde von Ministerpräsident Medwedew am 15. Januar 2020 genehmigt. Es ist geplant, dass die Leistung dieser Schiffe auf 120 MW erhöht wird. Der Stapellauf des ersten Eisbrechers der nächsten Generation ist für 2027 geplant.

## Technik
Die Schiffe sind 173,3 m lang und 34 m breit. Die Breite ist auf 100.000-t-Tankschiffe abgestimmt, denen sie den Weg frei machen soll. Durch die Aufnahme von Ballastwasser kann der Tiefgang von 8,65 auf 10,5 m verändert werden. Entsprechend verändert sich die Verdrängung von 25.540 bis 33.530 t. Dies ermöglicht den Einsatz sowohl im offenen Meer als auch in Flachgewässern wie z. B. den Mündungsgebieten arktischer Zuflüsse. Der nuklear-turboelektrische Antriebsstrang besteht aus zwei 175-MWtherm.-RITM-200-Druckwasserreaktoren und zwei 36-MWel.-Turbogeneratoren. Der RITM-200 ist ein von OKBM entwickelter Druckwasserreaktor.
Der Antrieb erfolgt über drei 6,2-Meter-Vierblattpropeller, die von 20-Megawatt-Elektromotoren (27.000 PS) angetrieben werden. Mit einer Gesamtantriebsleistung von 60 Megawatt (80.000 PS) können die Schiffe bei voller Leistung im Tiefwassereinsatz 2,8 bis 2,9 m dickes Eis mit einer kontinuierlichen Geschwindigkeit von 1,5 bis 2 Knoten brechen.
Die Zahl der Besatzungsmitglieder ist mit 53 Personen deutlich geringer als bei den Vorgängerschiffen der Arktika-Klasse, bei denen 106 Personen an Bord war. Es gibt auch Quellen, die von 75 Besatzungsmitgliedern sprechen.

## Einheiten
Bis zum 1. Februar 2021 wurden fünf Schiffe auf Kiel gelegt, wovon vier bereits vom Stapel liefen. Nach der Arktika 2020 wurden die Sibir 2021 und die Ural 2022 in Dienst gestellt. Im November 2022 folgte der Stapellauf der Jakutia. Die sechsten und siebten Schiffe sollen nun nicht Kamtschatka und Sachalin heißen, sondern Stalingrad und Leningrad.
| Name       | Bild | Baunummer/ Projektnummer | IMO-Nr. | Kiellegung Stapellauf                 | Indienststellung        | Bemerkung                                                                                    |
| ---------- | ---- | ------------------------ | ------- | ------------------------------------- | ----------------------- | -------------------------------------------------------------------------------------------- |
| Arktika    |      | 05706                    | 9694725 | 5. November 2013 16. Juni 2016        | 21. Oktober 2020        | Das Schiff erreichte am 3. Oktober 2020 während der Abnahmefahrten den geografischen Nordpol |
| Sibir      |      | 05707                    | 9774422 | 26. Mai 2015 22. September 2017       | 24. Dezember 2021       |                                                                                              |
| Ural       |      | 05708                    | 9658642 | 25. Juli 2016 25. Mai 2019            | 22. November 2022       |                                                                                              |
| Jakutia    |      | 05709                    |         | 26. Mai 2020 22. November 2022        | Dezember 2024 (geplant) |                                                                                              |
| Tschukotka |      | 05712                    |         | 16. Dezember 2020 Juni 2024[veraltet] | Dezember 2026 (geplant) |                                                                                              |